# 관여우원숭이
관여우원숭이 (Eulemur coronatus)는 여우원숭이의 일종으로 몸 길이는 31-36 cm에 몸무게는 2 kg정도이다. 꼬리 길이는 약 42-51 cm이다. 관여우원숭이의 원 서식지는 마다가스카르섬 북단의 건조 지역의 낙엽성 숲이다. 먹이는 주로 꿏, 과일, 잎 등이다. 개체수는 2004년 기준으로 1000-10,000 마리로 추정하고 있으며, 대부분 앙카라나 고원에서 서식한다. 구별되는 특징으로 이마에 일종의 갈색-오렌지색 관모를 지니고 있다. 암컷은 회색의 몸에 오렌지색 관모를 지니고 있으며, 수컷은 어두운 빛깔의 붉은 갈색 몸에 검고 오렌지색의 관모를 지니고 있다. 관여우원숭이의 수명은 약 20년이며, 생후 20개월이면 성적으로 성숙해진다. 임신 기간은 125일이며, 한 번에 한 마리의 새끼를 낳는다.